# Údlické doubí
Údlické doubí je přírodní památka asi 1,5 kilometru severně od Údlic v okrese Chomutov. Návrší s nadmořskou výškou 367 porůstá doubrava, v níž se vyskytuje ohrožený roháče obecného. Cílem ochrany území je stabilizace jeho populace a podpora xylofágního hmyzu.

## Historie
Krajina v okolí Údlického doubí je trvale osídlena od desátého století a zdejší úrodné půdy sloužily zemědělství. Samotný les byl na vrchu zakreslen na Müllerově mapě Čech z roku 1720. V jihozápadní části jsou patrné terasy vzniklé blíže neznámou lidskou činností. Severozápadní část sloužila jako vojenské cvičiště, jehož pozůstatky jsou rozpadající se stavby a okopy pro tanky.
Chráněné území vyhlásil Krajský úřad Ústeckého kraje v kategorii přírodní památka s účinností od 22. února 2012. Území se překrývá se stejnojmennou evropsky významnou lokalitou.

## Přírodní poměry
Přírodní památka s rozlohou 43,88 hektarů leží v katastrálním území Údlice v okrese Chomutov a částečně se překrývá se stejnojmennou evropsky významnou lokalitou. Nachází se v Mostecké pánvi v nadmořské výšce 316–367 metrů. Chráněné území má přibližně elipsovitý tvar o rozměrech asi 850 metrů (směr západ–východ) krát 650 metrů (sever–jih). Hranice jsou přibližně určeny hranicí lesa.

### Abiotické poměry

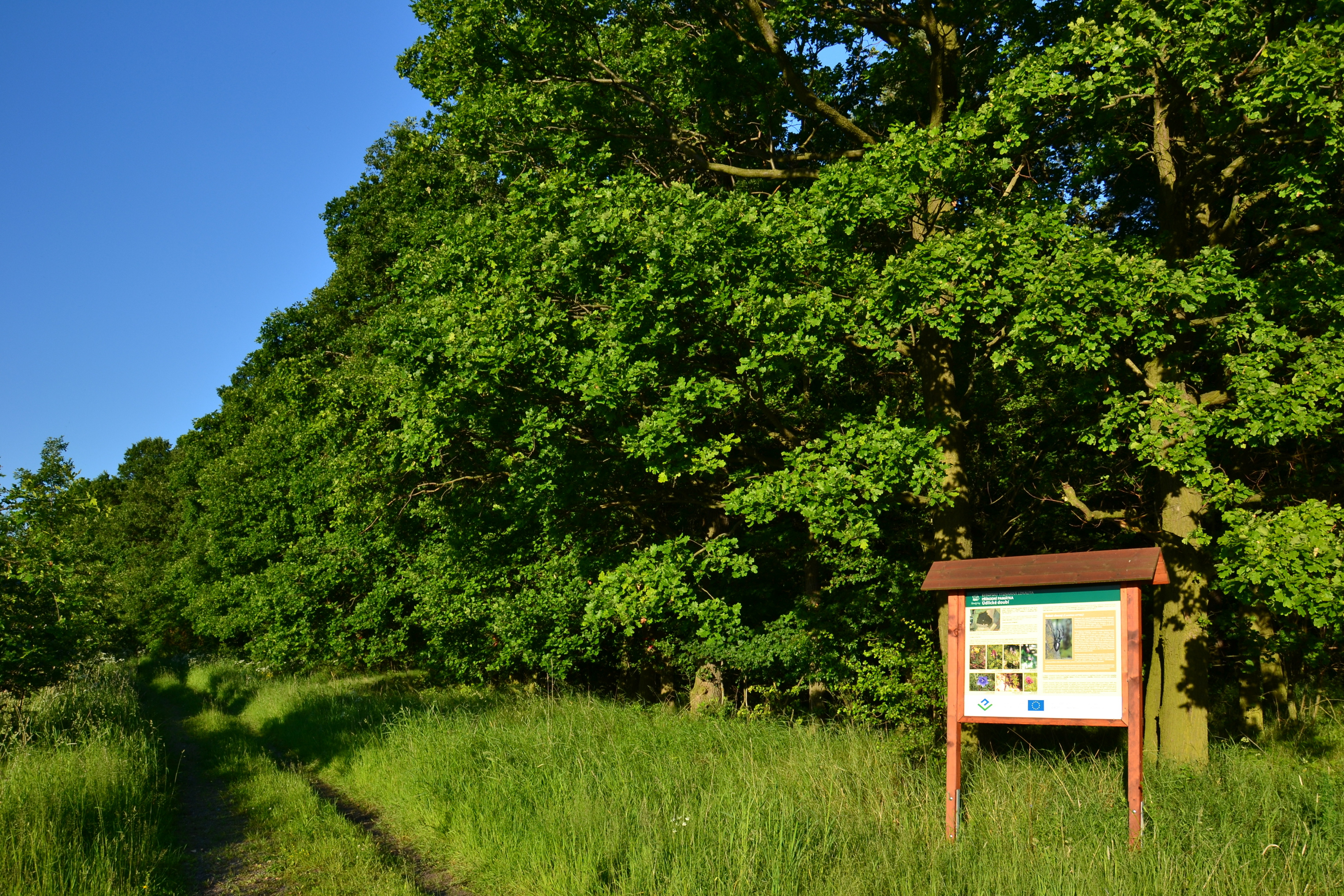
Severozápadní okraj lesa

Geologicky leží území v Českém masivu. Podloží zde tvoří neogenní sedimenty složené z písků, štěrků, jílů a uhelných slojí původem ze středního až spodního miocénu. Samotný vrch má tvar kupy a je tvořen miocenními sedimenty, které překrývá písčito-jílovitá   vrstva. S nadmořskou výškou 367 metrů je Údlické doubí význačným bodem geomorfologického okrsku Jirkovské pánve. Ta v geomorfologickém členění spadá do celku Mostecká pánev a podcelku Chomutovsko-teplická pánev. Pro ni jsou charakteristická široce rozevřená údolí s mírnými svahy a reliéf náplavových kuželů a údolních niv. Samotné návrší je plochá nesouměrná kupa na miocenních sedimentech s plochým vrcholem a příkřejšími svahy na západě a na jihu. Z půd převažují pelozemě, na západním a východním okraji doplněné smonicemi.
V rámci Quittovy klasifikace podnebí přírodní památka leží v teplé oblasti T2, pro kterou jsou typické průměrné teploty −2 až −3 °C v lednu a 18–19 °C v červenci. Roční úhrn srážek dosahuje 550–700 milimetrů, počet letních dnů je 50–60 a počet mrazových dnů se pohybuje mezi 100–110.

### Flora a fauna
Údlické doubí porůstá buková doubrava s převahou dubu letního (Quercus robur) a dubu zimního (Quercus petraea). Vtroušeně v lese roste habr obecný (Carpinus betulus) a v severozápadní části borovice lesní (Pinus sylvestris). V keřovém patře převažuje bez černý (Sambucus nigra). Z ohrožených druhů rostlin na místě roste lilie zlatohlavá (Lilium martagon) a před vyhlášením chráněného území byla zaznamenána také třemdava bílá (Dictamnus albus) a zimostrázek alpský (Polygala chamaebuxus).
Předmětem ochrany je roháč obecný (Lucanus cervus), který se vyskytuje v celé přírodní památce, ale nejčastěji v prosvětlené doubravě v severozápadní části lesa. Jedinci zde obvykle dosahují velikosti pět až šest centimetrů. Před vyhlášením chráněného území byli nalezeni ojedinělí jedinci krajníka hnědého (Calosoma inquisitor) a z obratlovců skokana štíhlého (Rana dalmatina). K ohroženým druhům bezobratlých v lese patří také mravenec otročící (Formica fusca) a mravenec množivý (Formica polyctena).

## Ochrana přírody
Hlavním důvodem vyhlášení chráněného území je výskyt ohroženého živočišného druhu roháče obecného (Lucanus cervus) a stabilizace jeho populace. Ochranná opatření v přírodní památce jsou směřována k podpoře xylofágního hmyzu. Spočívají především v prosvětlení, ponechávání suchých stromů v porostu a v dlouhodobějším měřítku k vybudování větší prostorové a věkové diferenciace lesa.

## Přístup
Údlické doubí je přístupné po silnici III/25124 z Údlic do Otvic, která vede po jeho východní straně. Z ní odbočuje lesní cesta ke středu území, kde stojí objekt vodárny. Další lesní cesta vede podél severního okraje lesa. Na jižním okraji se nachází zahrádkářská kolonie.